# Helmut Simon (Bergsteiger)
Helmut Simon (* 11. November 1937 in Nürnberg; † 15. Oktober 2004 bei Bad Hofgastein, Österreich) war ein deutscher Hobbyalpinist und gilt zusammen mit seiner Ehefrau Erika Simon (* 1940) als offizieller „Finder“ des Ötzi.

## Leben
Helmut Simon wuchs in einem streng atheistischen Elternhaus auf; später entwickelte er sich jedoch zu einem Anhänger des christlichen Bekenntnisses, wozu auch der Fall Ötzi beitrug. Beruflich betreute Simon als Hausmeister ein Gebäude in Nürnberg, das neben der Stadtbibliothek auch die Räume des Naturhistorischen Museums der Naturhistorischen Gesellschaft Nürnberg beherbergte. Das Museum besitzt eine umfangreiche vorgeschichtliche Abteilung.
Bekannt wurde Simon, als er gemeinsam mit seiner Frau Erika (* 1940) am 19. September 1991 beim Tisenjoch am Niederjochferner in den Ötztaler Alpen die als „Ötzi“ bekannt gewordene Gletschermumie aus der Kupferzeit entdeckte.
Nach einem mehr als fünfjährigen Rechtsstreit zwischen dem Ehepaar Simon und der Autonomen Provinz Bozen – Südtirol hatte das dortige Landesgericht erst im November 2003 entschieden, dass sich die Simons als Finder des „Ötzi“ bezeichnen dürfen. Bis Mitte 2009 dauerten Verhandlungen über die Höhe eines Finderlohns an. Simon forderte ca. 250.000 Euro, das Land Südtirol bot zunächst 50.000 Euro als angemessenen Finderlohn an. Die Familie Simon akzeptierte im Juni 2009 schließlich die vom Land seit 2006 angebotene Summe von 150.000 Euro, diese Einigung scheiterte jedoch im letzten Augenblick. Es kam erneut zu einem Verfahren, das im Juni 2010 endete, und wonach die Südtiroler Landesregierung den Simons einen Finderlohn in der Höhe von 175.000 Euro zusagte.
Der Ötzi-Entdecker und erfahrene Alpinist brach am 15. Oktober 2004 zu einer Alleinwanderung am Gamskarkogel im Gasteinertal nahe Bad Hofgastein auf. Beim Begehen einer ungesicherten Strecke des Klettersteigs, eines nicht markierten, 30 bis 45 Grad steilen Jägersteiges des Geißkarkopfes, stürzte er während eines Wetterumschwungs mit Schneefall rund 100 m tief in eine Schlucht ab. Er wurde am Vormittag des 23. Oktober 2004 in einem Bach tot aufgefunden. Nach Informationen der Salzburger Bergrettung war ein Hofgasteiner Jäger morgens beim Abstieg vom 2385 Meter hohen Geißkarkopf – einem Nachbarberg des Gamskarkogels – auf einen „roten Punkt“, die Jacke des Verunglückten, aufmerksam geworden. Er verständigte die Bergrettung.
Helmut Simon wurde am 30. Oktober 2004 auf dem Friedhof Bad Hofgastein beigesetzt. Er hinterließ seine Ehefrau, zwei Söhne und vier Enkel.